# ليوبيشا دوندرسكي
ليوبيشا دوندرسكي (بالصربية: Љубиша Дунђерски)‏ هو لاعب كرة قدم صربي في مركز الوسط، ولد في 26 مايو 1972 في دوبوي في البوسنة والهرسك. شارك مع منتخب صربيا والجبل الأسود لكرة القدم. أما مع النوادي، فقد لعب مع أتالانتا ونادي تريفيزو ونادي فويفودينا ونادي كومو.

## وصلات خارجية
- ليوبيشا دوندرسكي على موقع الاتحاد الدولي (مؤرشف)  (الإنجليزية)
- ليوبيشا دوندرسكي على موقع قاعدة بيانات كرة القدم.إي يو (الإنجليزية)
- ليوبيشا دوندرسكي على موقع عالم كرة القدم.نت (الإنجليزية)